# پول حرف اول رو میزنه
حرف پول (به انگلیسی: Money Talks) یک فیلم سینمایی کمدی و اکشن آمریکایی محصول سال ۱۹۹۷ به کارگردانی برت راتنر است. در این فیلم بازیگرانی همچون کریس تاکر، چارلی شین، الیز نئال، هتر لوکلیر، مایکل رایت، پل سوروینو، لری هانکین، پال گلیسون، دانیال روبوک، ورونیکا کارترایت، دامیان چاپا ایفای نقش کرده‌اند.

## داستان
خلافکاری خرده‌پا به نام «فرانکلین هاچت» (تاکر) از یک گزارش گر تلویزیونی به نام «جیمزراسل» (شین) کمک می‌خواهد تا هم بی گناهی خود را به پلیس ثابت کند و هم از تهدیدات یک خلافکار (اسماعیل) در امان بماند…